# Live in Denmark 1972
Live in Denmark 1972 è un album dal vivo del gruppo rock britannico Deep Purple, pubblicato nel 2007, registrato nel 1972.

## Tracce
Tutte le tracce sono di Ritchie Blackmore, Ian Gillan, Roger Glover, Jon Lord e Ian Paice, eccetto dove indicato.

### Disco 1
1. Highway Star – 8:30
2. Strange Kind of Woman – 10:10
3. Child in Time – 17:29
4. The Mule – 9:15

### Disco 2
1. Lazy – 11:56
2. Space Truckin' – 23:48
3. Fireball – 4:07
4. Lucille (Al Collins, Richard Penniman) – 5:54
5. Black Night – 6:19

## Formazione
- Ian Gillan - voce, armonica, percussioni
- Ritchie Blackmore - chitarra
- Roger Glover - basso
- Jon Lord - tastiera, organo
- Ian Paice - batteria, percussioni